# Copa ASOFUTBOL 1961
En 1961 se realizó la vigésimo novena edición del torneo de Copa de Costa Rica, organizado por la Asociación de Fútbol (ASOFUTBOL), con el nombre de Copa ASOFUTBOL, el Club Sport Herediano ganó el campeonato de copa por decimoprimera vez en la historia.
Los equipos participantes de este torneo fueron los equipos de la primera división de la ASOFUTBOL: Herediano, Saprissa, Alajuelense, Cartaginés y Orión y de la segunda división: Nicolás Marín, Lourdes de Montes de Oca, San Ramón, Valencia de Curridabat
y Limón. El goleador del certamen fue el herediano Óscar Bejarano con 9 anotaciones.
Para definir este certamen se realizó una triangular final con el Orión, Herediano y Saprissa; en el último duelo de la triangular final realizado el 15 de diciembre de 1961 los heredianos ganaron a los saprissistas 3-0, consiguiendo el torneo copero y haciendo el doblete, ya que también ganaron el torneo de liga de ese año.

## Resultados[3]

### Primera Fase
| 12 de noviembre de 1961 | Herediano                        | 6:2 (4:2) | Barrio México1              | Estadio de Heredia, Heredia |  |
|                         | Bejarano ?, ?' · Rodríguez ?, ?' |           | Chaverri ?' · Valenciano ?' |                             |  |

1. Luego del juego, Barrio México se va de gira a El Salvador, quedando fuera de la eliminatoria.

| 12 de noviembre de 1961 | Alajuelense                                                | 6:0 | Lourdes | Estadio de Alajuela, Alajuela |  |
|                         | Ulloa ?, ?' · Godínez ?' · Gámez ?' · Acuña ?' · Chaves ?' |     |         |                               |  |

| 19 de noviembre de 1961 | Lourdes    | 1:4 | Alajuelense                                          | Estadio de Alajuela, Alajuela |  |
|                         | Moreira ?' |     | Gámez ?' · Bolaños ?' · Ulloa ?' · Luis Rodríguez ?' |                               |  |

| 12 de noviembre de 1961 | Orión                                                | 4:1 | Valencia             | Estadio de Cartago, Cartago |  |
|                         | Iván Vargas ?, ?' · Portuguez ?' · Miguel Morales ?' |     | Vallecillo ?' (pen.) |                             |  |

| 19 de noviembre de 1961 | Valencia | 0:7 | Orión                                                | Estadio de Heredia, Heredia |  |
|                         |          |     | Peña ?, ?' · Portuguez ?, ?' · Soto ?' · Sandoval ?' |                             |  |

| 12 de noviembre de 1961 | Limonense | 1:4 (1:3) | Cartaginés                          | Estadio de Limón, Limón    |                            |
|                         | Sequeira  |           | Troz ?, ?' · Armijo ?' · Córdoba ?' | Árbitro(s): Leonardo Ortíz | Árbitro(s): Leonardo Ortíz |

| 19 de noviembre de 1961 | Cartaginés                | 4:2 | Limonense    | Estadio de Cartago, Cartago |  |
|                         | Madriz ?, ?' · Troz ?, ?' |     | Gordon ?, ?' |                             |  |

| 12 de noviembre de 1961 | San Ramón | 1:1 (1:0) | Saprissa   | Estadio Guillermo Vargas Roldán, San Ramón |  |
|                         | Ramos 42' |           | Cortés 85' |                                            |  |

| 19 de noviembre de 1961 | Saprissa      | 1:0 (0:0) | San Ramón1 | Estadio Guillermo Vargas Roldán, San Ramón |  |
|                         | Hernández 72' |           |            |                                            |  |

1. San Ramón pasa como mejor perdedor de la primera fase.

### Segunda fase
| 26 de noviembre de 1961 | Orión    | 1:0 (1:0) | San Ramón | Estadio Nacional, San José |  |
|                         | Peña 17' |           |           |                            |  |

| 3 de diciembre de 1961 | San Ramón | 0:0 | Orión | Estadio Guillermo Vargas Roldán, San Ramón |  |

| 26 de noviembre de 1961 | Herediano                                                              | 5:3 (2:2) | Alajuelense                     | Estadio de Heredia, Heredia   |                               |
|                         | Zúñiga ?' (a.g.) · Rodríguez ?' · Ferguson 49' · Marín ?' · Quesada ?' |           | Acuña ?', 44' (pen.) · Ulloa ?' | Árbitro(s): Carlos Luis Monge | Árbitro(s): Carlos Luis Monge |

| 29 de noviembre de 1961 | Alajuelense | 1:1 (1:1) | Herediano     | Estadio Nacional, San José |                         |
|                         | Pearson 12' |           | Rodríguez 13' | Árbitro(s): Álvar Macis    | Árbitro(s): Álvar Macis |

| 26 de noviembre de 1961 | Cartaginés | 3:6 (2:3) | Saprissa                                  | Estadio de Cartago, Cartago |  |
|                         | Troz ?, ?' |           | Rodríguez ?, ?' · Cortés · Rojas · Quirós |                             |  |

| 3 de diciembre de 1961 | Saprissa                  | 2:1 (0:0) | Cartaginés      | Estadio Nacional, San José   |                              |
|                        | Jiménez ?' · Rodríguez ?' |           | Troz 89' (pen.) | Árbitro(s): Cornelio Salazar | Árbitro(s): Cornelio Salazar |

### Triangular Final
| Equipo    | Pts | PJ | PG | PE | PP | GF | GC | DG |
| --------- | --- | -- | -- | -- | -- | -- | -- | -- |
| Herediano | 4   | 2  | 2  | 0  | 0  | 7  | 0  | 7  |
| Saprissa  | 2   | 2  | 1  | 0  | 1  | 2  | 4  | -2 |
| Orión     | 0   | 2  | 0  | 0  | 2  | 1  | 6  | -5 |

| 6 de diciembre de 1961 | Saprissa                       | 2:1 (1:0) | Orión    | Estadio Nacional, San José    |                               |
|                        | Rojas 18' · Cordero 83' (pen.) |           | Peña 55' | Árbitro(s): Carlos Luis Monge | Árbitro(s): Carlos Luis Monge |

| 8 de diciembre de 1961 | Herediano                         | 4:0 (3:0) | Orión | Estadio Nacional, San José  |                             |
|                        | Bejarano 12, 16, 61' · Quesada ?' |           |       | Árbitro(s): Juan Soto París | Árbitro(s): Juan Soto París |

| 15 de diciembre de 1961 | Herediano                      | 3:0 (0:0) | Saprissa | Estadio Nacional, San José  |                             |
|                         | Bejarano 63, 78' · Quesada 80' |           |          | Árbitro(s): Juan Soto París | Árbitro(s): Juan Soto París |

|                        |
| Herediano 11.vo título |

| Predecesor: Copa Presidente 1960 | Torneo de Copa de Costa Rica Copa ASOFUTBOL 1961 | Sucesor: Copa Gastón Michaud 1963 |